# Ихтиман (община)
Община Ихтиман се намира в Западна България и е една от съставните общини на Софийска област.

## География

### Географско положение, граници, големина
Общината се намира в югоизточната част на Софийска област. С площта си от 541,775 km2 е 3-та по големина сред 22-те общини на областта, което съставлява 7,65% от територията на областта. Границите ѝ са следните:
- на север – община Елин Пелин и община Мирково;
- на североизток – община Панагюрище, област Пазарджик;
- на югоизток – община Лесичово, област Пазарджик;
- на юг – община Костенец;
- на югозапад – община Самоков;
- на запад – Столична община, област София.

### Природни ресурси

#### Релеф
Релефът на общината е равнинен, хълмист, ниско и средно планински, като по-голямата част от територията ѝ попада в пределите на Ихтиманска Средна гора, а малка част – в Същинска Средна гора.
Централната част на община Ихтиман се заема от Ихтиманската котловина. Тя има форма на равнобедрен триъгълник, обърнат с върха си на югоизток, като дължината ѝ е около 16 km, а максималната ширина „в основата на триъгълника“ – до 10 km. Простира се в централната част на Ихтиманска Средна гора между Вакарелска планина на северозапад и ридовете Белица на североизток, Ветрен (Еледжик) на югоизток и Септемврийски на юг-югозапад. Площта ѝ е около 106 km2, а средната ѝ надморска височина е от 620 до 700 m. Оградните ѝ склонове са с различни наклони и размери – към Вакарелска планина са по-полегати и дълги, а към Септемврийски рид – резки, стръмни и праволинейни, ориентирани по дължината на ясно изразен разсед. Централните ѝ части са заети от обширно заравнено акумулативно поле (Ихтиманското поле). Склоновете ѝ са изградени от гнайси, гранити, пясъчници и конгломерати, а основата – от неоген-кватернерни утайки. Образувана е в резултат на тектонско потъване в края на горния плиоцен и кватернера.
Северозападно от Ихтиманската котловина в пределите на община Ихтиман попада по-голямата част от Вакарелска планина, по билото на която преминава участък от Главния вододел на България. Нейната най-висока точка връх Острец (Сиврибаир, 1088,3 m) се намира в най-югозападната ѝ част, на границата със Столична община, на около 3 km южно от село Борика.
Североизточно от Ихтиманската котловина са разположени южните части на ниско планинския рид Белица. Неговият най-висок връх Голямата Икуна 1220,9 m е разположен северно от село Белица, на границата с общините Елин Пелин и Мирково.
Районът южно от проломната долина на река Мътивир и югоизточно от Ихтиманската котловина се заема от северозападните части на рида Ветрен (Еледжик). Най-високата му точка връх Бенковски 1185,8 m се намира на около 4 km по права линия източно от село Мирово, на границата с община Костенец.
Южно и югозападно от Ихтиманската котловина в пределите на община Ихтиман попадат северните стръмни склонове на дългия и тесен Септемврийски рид. В най-западната му част, на около 4 km югозападно от село Венковец, на границата с Самоков и Костенец се издига най-високият му връх Тръна 1276 m, който е и най-високата точка на община Ихтиман.
В най-източния край на общината, източно от дълбоката долина на река Тополница се простират крайните югозападни части на Същинска Средна гора. Тук, на границата с община Панагюрище, на около 4 km североизточно от село Нейкьовец се намира връх Истирьовска чукура 893,6 m.
Южно от село Мухово, на границата с община Лесичово, в коритото на река Тополница е разположена най-ниската точка на община Ихтиман – 328 m н.в.

#### Води
В северната част на общината, по билото на Вакарелска планина и рида Белица преминава участък от Главния вододел на България, като около 90% от територията ѝ спада към Беломорския водосборен басейн, а останалите 10% – към Черноморския водосборен басейн.
В източната част на община Ихтиман, на протежение около 10 km, от север на юг протича част от средното течение на река Тополница (ляв приток на Марица). В този си участък реката тече в дълбока проломна долина между Същинска Средна гора на изток и рида Ветрен (Еледжик) на запад. В най-тясната част на пролома, при село Мухово е изградена преградната стена на големия язовир Тополница. В пределите на община Ихтиман попада южната му (долна) по-голяма част.
Най-големият приток на река Тополница е река Мътивир (61 km дължина, 412 km2 водосборна площ), която изцяло протича в пределите на община Ихтиман и отводнява близо 3/4 от територията ѝ. Тя се образува на 42°30′56″ с. ш. 23°45′04″ и. д. / 42.515556° с. ш. 23.751111° и. д. и 693 m н.в. от сливането на три реки – Ръжана (лява съставяща), Мешковица (средна съставяща) и Баба (дясна съставяща), на 1,3 км югозападно от село Ръжана, в непосредствена близост до автомагистрала „Тракия“. За начало се приема река Баба, която извира в западната част на Вакарелска планина, на 963 m н.в., на 1,3 km западно от село Борика. Първите 2 km река Баба тече на север, а след това до сливането си с останалите две реки – на изток в тясна и дълбока долина. След образуването си река Мътивир завива на югоизток и след 3 km навлиза в Ихтиманската котловина под името Голяма река. В този си участък коритото ѝ е коригирано с водозащитни диги. На 2 km северно от село Мирово завива на североизток, напуска Ихтиманската котловина, навлиза в дълбокия пролом Серсемкале между ридовете Белица на северозапад и Еледжик на югоизток и се влива в западния ръкав на язовир „Тополница“ на 393 m н.в.

## Население

### Етнически състав (2011)
Численост и дял на етническите групи според преброяването на населението през 2011 г.:
|                     | Численост | Дял (в %) |
| Общо                | 17 720    | 100,00    |
| Българи             | 11 998    | 67,71     |
| Турци               | 53        | 0,30      |
| Цигани              | 4 130     | 23,31     |
| Други               | 26        | 0,15      |
| Не се самоопределят | 113       | 0,64      |
| Неотговорили        | 1 400     | 7,90      |

### Движение на населението (1934 – 2021)
| Община Ихтиман                                | Община Ихтиман | Община Ихтиман | Община Ихтиман | Община Ихтиман | Община Ихтиман | Община Ихтиман | Община Ихтиман | Община Ихтиман | Община Ихтиман | Община Ихтиман | Община Ихтиман |
| --------------------------------------------- | -------------- | -------------- | -------------- | -------------- | -------------- | -------------- | -------------- | -------------- | -------------- | -------------- | -------------- |
| Година                                        | 1934           | 1946           | 1956           | 1965           | 1975           | 1985           | 1992           | 2001           | 2011           | 2021           |                |
| Население                                     | 22315          | 23344          | 24819          | 21063          | 20738          | 20218          | 19074          | 19303          | 17720          | 17397          |                |
| Източници: Национален Статистически Институт, |                |                |                |                |                |                |                |                |                |                |                |

### Населени места
Общината има 28 населени места с общо население от 17 397 жители към 7 септември 2021 г.
| Населено място | Население (2021 г.) | Площ на землището km2 | Забележка (старо име)    | Населено място | Население (2021 г.) | Площ на землището km2 | Забележка (старо име)              |
| -------------- | ------------------- | --------------------- | ------------------------ | -------------- | ------------------- | --------------------- | ---------------------------------- |
| Бальовци       | 36                  | -                     | в з-щето на с. Вакарел   | Костадинкино   | 33                  | -                     | в з-щето на с. Вакарел             |
| Банчовци       | 3                   | -                     | в з-щето на с. Пауново   | Любница        | 9                   | -                     | в з-щето на с. Мухово              |
| Белица         | 78                  | 73,353                | Черквата, Средищна       | Мечковци       | 18                  | -                     | в з-щето на с. Бузяковци           |
| Богдановци     | -                   | -                     | в з-щето на с. Бузяковци | Мирово         | 189                 | 13,688                |                                    |
| Боерица        | 84                  | 6,501                 | Хаджи Азма               | Мухово         | 81                  | 83,723                |                                    |
| Борика         | 66                  | 29,475                | Чамджас                  | Нейкьовец      | 2                   | -                     | Пръдльовица, в з-щето на с. Мухово |
| Бузяковци      | 5                   | 35,713                |                          | Пановци        | 4                   | -                     | в з-щето на с. Бузяковци           |
| Бърдо          | 14                  | 20,021                |                          | Пауново        | 33                  | 29,476                | Кутрахци                           |
| Вакарел        | 2062                | 52,750                | Хановете                 | Полянци        | 201                 | 12,082                | Калилар, Кърлилар                  |
| Венковец       | 30                  | 16,436                | Таджилар                 | Поповци        | 22                  | -                     | в з-щето на с. Пауново             |
| Веринско       | 253                 | 27,028                | Чамшадиново, Къранлар    | Ръжана         | 7                   | -                     | в з-щето на с. Бузяковци           |
| Джамузовци     | -                   | -                     | в з-щето на с. Бузяковци | Селянин        | 40                  | -                     | в з-щето на с. Вакарел             |
| Живково        | 593                 | 18,128                | Авли кьой                | Стамболово     | 462                 | 15,170                | Кабааплий, Бодрово                 |
| Ихтиман        | 12798               | 90,891                |                          | Черньово       | 274                 | 17,340                | Каралар                            |
|                |                     |                       |                          | ОБЩО           | 17397               | 541,775               | 12 населени места са без землища   |

## Административно-териториални промени
- Указ № 366/обн. 08.07.1890 г. – преименува с. Кабааплий на с. Стамболово;
- Указ № 197/обн. 24.04.1892 г. – преименува с. Авли кьой на с. Живково;
- Указ № 586/обн. 31.08.1921 г. – признава м. Богдановци за с. Богдановци;
- Указ № 641/обн. 20.11.1922 г. – признава м. Поповци за с. Поповци;
- през 1934 г. – преименувана е м. Дурлиите на м. Дорльовци без административен акт;
- МЗ № 2820/обн. 14.08.1934 г. – преименува с. Хаджи Азма на с. Боерица;

– преименува с. Чамджас на с. Борика;
– преименува с. Таджилар на с. Венковец;
– преименува с. Чамшадиново (Къранлар) на с. Веринско;
– преименува м. Пръдльовица на м. Нейкьовец;
– преименува с. Калилар (Кърлилар) на с. Полянци;
– преименува м. Алагьозица на м. Пъстроок;
– преименува с. Каралар на с. Черньово;
- Указ № 334/обн. 13.07.1951 г. – преименува с. Стамболово на с. Бодрово;

– преименува с. Кутрахци на с. Пауново;
– преименува м. Черквата (Черковна) на м. Средищна;
– преименува м. Манастира на м. Средногорска;
- Указ № 582/обн. 29.03.1959 г. – признава м. Хановете за с. Вакарел;
- Указ № 431/обн. 22.11.1960 г. – заличава м. Дреново и я присъединява като квартал на с. Мухово;
- Указ № 460/обн. 14.11.1961 г. – признава н.м. Леща хан за отделно населено място – с. Мирово;
- Указ № 57/обн. 05.02.1965 г. – заличава махалите Араманица, Бежан, Гръдски рът и Ратьовица поради изселване;

– заличава махалите Горостаните, Дорльовци, Дълга нива, Пауновци, Стара кошара, Ценовци и Шуглевци и ги присъединява като квартали на м. Гроздьовци;
– заличава махалите Гигово равнище и Кушушлек и ги присъединява като квартали на м. Любница;
– заличава махалите Варище (Варишор), Грамадата, Мъдрица, Равни рът и Свиновски рът и ги присъединява като квартали на с. Мухово;
– заличава махалите Панцов рът и Пъстроок и ги присъединява като квартали на м. Нейкьовец;
– заличава махалите Бойчиновци, Горобиовци, Парапандовци, Средногорска и Широки рът и ги присъединява като квартали на м. Средищна;
– заличава махалите Барата и Гърдеж (Градеж) и ги присъединява като квартали на м. Суевци;
- Указ № 960/обн. 4 януари 1966 г. – преименува м. Драшовци на м. Драгиовци;
- Указ № 970/обн. 04.04.1986 г. – обединява махалите Брънковци, Млечановци, Полиовци (Пульовци), Семковци и Яздирастовци в едно ново населено място – с. Костадинкино;

– заличава м. Драгиовци поради изселване;
- Указ № 311/обн. 11.10.1991 г. – възстановява старото име на с. Бодрово на с. Стамболово;
- На основание §7 (т.3) от Закона за административно-териториалното устройство на Република България (ДВ, бр. 63/1995 г.) всички махали, колиби, гари, минни и промишлени селища придобиват статут на села;
- Указ № 324/обн. 11 януари 2002 г. – обединява селата Гроздьовци, Средищна и Суевци в едно ново населено място – с. Белица;

## Транспорт
През територията на общината преминават два участъка от Железопътната мрежа на България с обща дължина 38,4 km.
- през средата на общината, от северозапад на югоизток, на протежение от 32,3 km – участък от трасето на жп линията Калотина – София – Пловдив – Свиленград;
- в северозападната ѝ част, на протежение от 6,1 km – началният участък от трасето на жп линията Вакарел – Габра (гара Чукурово).

През общината преминават изцяло или частично 6 пътя от Републиканската пътна мрежа на България с обща дължина 131,8 km:
- участък от 30,6 km от автомагистрала Тракия (от km 18,3 до km 48,9);
- участък от 31,9 km от Републикански път I-8 (от km 104,2 до km 136,1);
- началният участък от 24,9 km от Републикански път III-801 (от km 0 до km 24,9);
- началният участък от 22,8 km от Републикански път III-803 (от km 0 до km 22,8);
- последният участък от 14,2 km от Републикански път III-822 (от km 24,9 до km 39,1);
- целият участък от 7,4 km от Републикански път III-8223.

## Топографска карта
- Лист от карта K-34-60. Мащаб: 1 : 100 000.
- Лист от карта K-35-49. Мащаб: 1 : 100 000.